# John M. Fabian
John McCreary Fabian (* 28. Januar 1939 in Goose Creek, Texas) ist ein ehemaliger US-amerikanischer Astronaut.
Fabian erhielt 1962 einen Bachelor in Maschinenbau von der Washington State University und 1964 einen Master in Luft- und Raumfahrttechnik vom Air Force Institute of Technology. 1974 wurde er in Luft- und Raumfahrt an der University of Washington promoviert.
1962 ging Fabian zur United States Air Force und wurde dort nach seiner Ausbildung als Pilot und später als Pilotenausbilder eingesetzt. Er flog 90 Kampfeinsätze in Südostasien.

## Astronautentätigkeit
Im Januar 1978 wurde Fabian von der NASA als Astronautenanwärter ausgewählt. Nach seiner Ausbildung arbeitete er an Verfahren für das Aussetzen und Bergen von Satelliten. Außerdem war er an der Entwicklung des kanadischen Roboterarms für den Space Shuttle beteiligt.

### STS-7
Fabian startete am 18. Juni 1983 mit der Raumfähre Challenger zum ersten Mal ins All. Es war die erste Mission mit einer fünfköpfigen Besatzung. Während des sechstägigen Fluges wurden die Satelliten ANIK C-2 und PALAPA B-1 ausgesetzt. Außerdem wurde zum ersten Mal mit dem Roboterarm die Forschungsplattform SPAS-01 ausgesetzt und wieder eingefangen. STS-7 war der erste Flug einer amerikanischen Frau (Sally Ride) ins Weltall. Fabian war der erste, der einen Satelliten mit dem Roboterarm des Space Shuttles aussetzte und anschließend wieder einfing.

### STS-51-G
Am 17. Juni 1985 flog Fabian mit der Raumfähre Discovery ins All. Dabei wurden Kommunikationssatelliten für Mexiko (Morelos), die Arabische Liga (Arabsat) und die USA (AT&T Telstar) ausgesetzt. Außerdem wurde der SPARTAN-Satellit ausgesetzt und nach 17 Stunden mit dem Roboterarm wieder eingefangen.

### STS-61-G
Fabian war außerdem für die Mission STS-61-G im Mai 1986 eingeplant, die aber nach dem Challenger-Unglück abgesagt wurde. Dabei hätte die Raumsonde Galileo ins All gebracht werden sollen. Als Besatzung waren David Walker, Ronald Grabe und James van Hoften eingeplant. Fabian schied aber bereits am 31. Dezember 1985 aus der NASA aus und wurde durch Norman Thagard ersetzt.

### STS-71-E
Fabian war noch für einen weiteren Flug vorgesehen, der ebenfalls wegen der Challenger-Katastrophe abgesagt wurde. Der Start der Atlantis-Mission wäre für April 1987 geplant gewesen. Als Besatzungsmitglieder dieser SLS-1-Mission waren neben Fabian noch Vance Brand, David Griggs, James Bagian, Rhea Seddon, Francis Gaffney und Robert Phillips geplant.

## Nach der NASA
Nach seinem Ausscheiden aus der NASA ging er 1986 wieder zurück zur Air Force. Bereits 1987 wechselte er zu Analytic Services Inc., einer Non-Profit-Organisation im Bereich der öffentlichen Forschung. Als er 1998 ausschied, war er Präsident und CEO der Firma.

## Privates
Fabian und seine Frau Donna haben zwei Kinder.